# Грејнџер (Индијана)
Грејнџер (енгл. Granger) насељено је место без административног статуса у америчкој савезној држави Индијана.

## Демографија
По попису из 2010. године број становника је 30.465, што је 2.181 (7,7%) становника више него 2000. године.
| Група             | 2000.          | 2010.          |
| Белци             | 26.376 (93,3%) | 27.036 (88,7%) |
| Афроамериканци    | 493 (1,7%)     | 773 (2,5%)     |
| Азијати           | 745 (2,6%)     | 1.403 (4,6%)   |
| Хиспаноамериканци | 341 (1,2%)     | 733 (2,4%)     |
| Укупно            | 28.284         | 30.465         |